# المنيعة
المنيعة (الڨليعة سابقا) بلدية جزائرية تابعة لولاية المنيعة منذ التقسيم الإداري الجديد 2021. كانت تلقب قديما بمدينة الورود ، و كانت تسمى قديما تاوريرت تقع على الحدود الشرقية للعرق الغربي الكبير على ارتفاع 380 متراً وتبعد حوالي 870 كيلومتر على الجزائر العاصمة.
تعتبر بوابةً للصحراء الكبرى وبها ما يقرب من 180,000 من أشجار النخيل.
تعتبر أرض فلاحية بامتياز وهذا نظرا لشساعة أرضها ووفرة مياهها الجوفية العذبة (المياه الألبية).

## جغرافيا

### المناخ
يظهر الجدول التالي التغييرات المناخية على مدار السنة للمنيعة:
| البيانات المناخية لـالمنيعة        | البيانات المناخية لـالمنيعة | البيانات المناخية لـالمنيعة | البيانات المناخية لـالمنيعة | البيانات المناخية لـالمنيعة | البيانات المناخية لـالمنيعة | البيانات المناخية لـالمنيعة | البيانات المناخية لـالمنيعة | البيانات المناخية لـالمنيعة | البيانات المناخية لـالمنيعة | البيانات المناخية لـالمنيعة | البيانات المناخية لـالمنيعة | البيانات المناخية لـالمنيعة | البيانات المناخية لـالمنيعة |
| الشهر                              | يناير                       | فبراير                      | مارس                        | أبريل                       | مايو                        | يونيو                       | يوليو                       | أغسطس                       | سبتمبر                      | أكتوبر                      | نوفمبر                      | ديسمبر                      | المعدل السنوي               |
| ---------------------------------- | --------------------------- | --------------------------- | --------------------------- | --------------------------- | --------------------------- | --------------------------- | --------------------------- | --------------------------- | --------------------------- | --------------------------- | --------------------------- | --------------------------- | --------------------------- |
| متوسط درجة الحرارة الكبرى °م (°ف)  | 17.0 (62.6)                 | 20.3 (68.5)                 | 24.4 (75.9)                 | 28.9 (84.0)                 | 33.9 (93.0)                 | 39.4 (102.9)                | 41.9 (107.4)                | 41.4 (106.5)                | 36.7 (98.1)                 | 30.4 (86.7)                 | 22.9 (73.2)                 | 18.2 (64.8)                 | 29.6 (85.3)                 |
| المتوسط اليومي °م (°ف)             | 10.0 (50.0)                 | 12.8 (55.0)                 | 16.8 (62.2)                 | 21.3 (70.3)                 | 26.2 (79.2)                 | 31.5 (88.7)                 | 34.0 (93.2)                 | 33.5 (92.3)                 | 29.4 (84.9)                 | 23.3 (73.9)                 | 15.8 (60.4)                 | 11.2 (52.2)                 | 22.2 (71.9)                 |
| متوسط درجة الحرارة الصغرى °م (°ف)  | 2.9 (37.2)                  | 5.2 (41.4)                  | 9.2 (48.6)                  | 13.6 (56.5)                 | 18.5 (65.3)                 | 23.5 (74.3)                 | 26.1 (79.0)                 | 25.5 (77.9)                 | 22.1 (71.8)                 | 16.1 (61.0)                 | 8.7 (47.7)                  | 4.1 (39.4)                  | 14.6 (58.3)                 |
| الهطول مم (إنش)                    | 4.8 (0.19)                  | 1.3 (0.05)                  | 7.2 (0.28)                  | 1.6 (0.06)                  | 4.7 (0.19)                  | 0.3 (0.01)                  | 0.2 (0.01)                  | 0.4 (0.02)                  | 4.3 (0.17)                  | 4.9 (0.19)                  | 4.0 (0.16)                  | 2.3 (0.09)                  | 36 (1.42)                   |
| متوسط أيام هطول الأمطار (≥ 1.0 mm) | 0.8                         | 0.5                         | 1.1                         | 0.5                         | 0.3                         | 0.1                         | 0.1                         | 0.1                         | 0.8                         | 1.1                         | 1.1                         | 0.8                         | 7.3                         |
| المصدر: Meteo-Climat               |                             |                             |                             |                             |                             |                             |                             |                             |                             |                             |                             |                             |                             |

## معالم
|  | المعلم            | نبذة                                                | صورة                      |
|  | ----------------- | --------------------------------------------------- | ------------------------- |
|  | القصر العتيق      | يعد النواة الأولى للمدينة حيث بني في القرن 9 أو 10م | Algerie El Golea 03       |
|  | ضريح شارل دو فوكو |                                                     | 20180406 130921 HDRElmnia |
|  | كنيسة القديس يوسف | تأسست عام 1938م تكريما لشارل دوفوكو                 | The Church In Elmnia      |

## أعلام
- الحاج عبد الرحمن البوحامدي[6]

- ياسين براهيمي

## وصلة خارجية
- بلديـة المنيعة